# Obies
Obies é uma comuna francesa na região administrativa de Altos da França, no departamento do Norte. Estende-se por uma área de 5.43 km². Em 2010 a comuna tinha 668 habitantes (densidade: 123 hab./km²).